# 佐藤史織
佐藤 史織（さとう しおり、1996年4月19日 - ）は、大阪府出身の、日本人の女子柔道選手である。階級は63kg級。身長161cm。血液型はA型。組み手は右組。得意技は背負投。

## 経歴
柔道は8歳の時にあすなろクラブで始めた。池島中学3年の時に全国中学校柔道大会の52kg級に出場すると、準決勝で香長中学3年の米澤夏帆に判定で敗れるも3位になった。新田高校へ進むと、1年の時には金鷲旗で3位になった。2年の時にはインターハイの団体戦で決勝まで進んで埼玉栄高校と対戦するが、78kg超級の冨田若春に大内刈で敗れるなどしてチームは2位にとどまった。全国高校選手権の63kg級では準々決勝で優勝候補である桐蔭学園高校1年の嶺井美穂を判定で破るなどして決勝まで進むが、大成高校1年の鍋倉那美に判定で敗れて2位にとどまった。3年の時にはインターハイの決勝で嶺井に大外刈で敗れてまたも2位だった。
2015年には山梨学院大学へ進学した。1年の時には体重別団体で2位だった。2年の時には優勝大会の決勝で環太平洋大学と対戦して70kg級の青柳麗美に合技で敗れるも、チームは新添左季などの活躍により優勝を飾った。体重別団体では3位だった。シニアの国際大会初出場となったヨーロッパオープン・ソフィアでは、決勝でイギリスのルーシー・レンシャルにGSに入ってから反則勝ちして優勝を飾った。3年の時には体重別の準決勝で筑波大学4年の能智亜衣美に支釣込足で敗れて3位だった。優勝大会ではチームの4連覇に貢献した。学生体重別では決勝で能智にGSに入ってから反則負けを喫して2位だった。その後、右膝前十字じん帯を断裂したことで、暫く戦列を離れざるを得なくなった。4年の時には優勝大会でチームは5連覇を達成した。学生体重別では決勝で帝京科学大学3年の幸田奈々に反則勝ちして、全国大会で初めて優勝を飾った。この際に、「今までずっと2位が最高だったので、（大学生活最後の）今年に勝ちきることができて、本当に良かった」とコメントした。10月の体重別団体では3位だった。講道館杯でも3位だった。
2019年からはミキハウスの所属となった。4月の体重別では準決勝でコマツの田代未来に合技で敗れて3位だった。2021年4月の体重別は決勝で鍋倉に技ありで敗れて2位だった。
12月の実業個人選手権では優勝した。4月の体重別では準決勝でパーク24の堀川恵に反則負けを喫した。

## 戦績
- 2011年 - 全国中学校柔道大会 3位(52kg級)
- 2012年 - 金鷲旗 3位
- 2013年 - インターハイ 団体戦 2位
- 2014年 - 全国高校選手権 2位
- 2014年 - インターハイ 2位
- 2014年 - エクサンプロバンスジュニア国際 優勝
- 2015年 - 体重別団体 2位
- 2016年 - 優勝大会 優勝
- 2016年 - 体重別団体 3位
- 2016年 - 講道館杯 5位
- 2017年 - ヨーロッパオープン・ソフィア 優勝
- 2017年 - 体重別 3位
- 2017年 - 優勝大会 優勝
- 2017年 - 学生体重別 2位
- 2018年 - 優勝大会 優勝
- 2018年 -　学生体重別　優勝
- 2018年 -　体重別団体　3位
- 2018年 -　講道館杯　3位
- 2019年 - 体重別　3位
- 2020年 -　講道館杯　5位
- 2021年 -　体重別　2位
- 2021年 - 実業個人選手権　優勝
- 2022年 -　体重別　3位
- 2022年 -　全日本強化選手選考会　3位

(出典、JudoInside.com)。